# سیارک ۱۲۸۴۰
سیارک ۱۲۸۴۰ (به انگلیسی: 12840 Paolaferrari، نامگذاری:1997GR5) دوازده هزار و هشتصد و چهلمین سیارک کشف شده‌است که در ۶ آوریل ۱۹۹۷ کشف شد.
قدر مطلق سیارک برابر ۱۴٫۳۰ است.